# اتحادیه چندخالی
اتحادیه چندخالی (به لاتین: Chandkhali Union) یک منطقهٔ مسکونی در بنگلادش است که در Paikgachha Upazila واقع شده‌است.